# 高锰酸铵
高錳酸銨是一種紫色固体，斜方晶系，分子式為NH4MnO4，可溶於水。高锰酸铵不稳定，在室温下也会缓慢分解。

## 制备
高锰酸铵通常利用碳酸铵和高锰酸铝的复分解反应来制备：
{\displaystyle {\ce {6 KMnO4 + 4 Al2(SO4)3*18 H2O + 6 H2O -> 2 Al(MnO4)3 + 6 KAl(SO4)2*12H2O}}}
{\displaystyle {\ce {2 Al(MnO4)3 + 3 (NH4)2CO3 + 3 H2O -> 2 Al(OH)3 + 3 CO2 ^ + 6 NH4MnO4}}}

## 化学性质
高锰酸铵受热爆炸性分解，产生二氧化锰、氮气和水：
- {\displaystyle {\ce {2 NH4MnO4 ->[{△}] 2 MnO2 + N2 ^ + 4 H2O}}}

其受热分解的产物复杂，还会有一氧化氮、二氧化氮等。